# Doom Patrol (serial telewizyjny)
Doom Patrol – amerykański internetowy serial science fiction wyprodukowany przez Jeremy Carver Productions, Berlanti Productions, DC Entertainment oraz Warner Bros. Television, który jest spin-offem serialu Titans. „Doom Patrol” jest udostępniony od 15 lutego 2019 roku na platformie DC Universe. Powstał na bazie komiksów o tytułowej grupie superbohaterów.
W Polsce serial był emitowany od 15 lipca 2019 przez HBO.

## Fabuła
Cliff Steele bierze udział w wyścigach samochodowych. Od lat nie dogaduje się jednak ze swoją żoną, zapominając o tym, jak ważna jest dla niego kilkuletnia córka. Wkrótce później w wypadku samochodowym traci swoją rodzinę. Sam nie wychodzi z katastrofy cało. Wypadek przetrwał tylko jego mózg. Naukowiec, dr Niles Caulder, tworzy dla niego zmechanizowane ciało, dzięki czemu Cliff może w dalszym ciągu żyć. Steele budzi się jednak dopiero po kilku latach, odkrywając, że przebywa w Doom Mansion: posiadłości naukowca, w której przebywają inne osoby z niezwykłymi umiejętnościami, dotknięte przez swoją przeszłość.
Steele żyje wraz z Ritą, Larrym i Crazy Jane pod jednym dachem przez wiele lat. Pewnego dnia Caulder musi opuścić ich na kilka dni, wyruszając w podróż. Wtedy Crazy Jane wpada na pomysł, by odwiedzić okoliczne miasteczko. Grupa nie jest jednak gotowa na spotkanie ze światem zewnętrznym, demolując główną ulicę miejscowości. W ten sposób o istnieniu Doom Patrolu dowiaduje się wróg Cauldera, Mr. Nobody. The Chief natychmiast wraca do posiadłości, próbując uciekać. Cliff się jednak z nim nie zgadza, wyruszając, aby samotnie bronić miasto.
W trakcie ucieczki Crazy Jane uznaje, że nie zostawi Robotmana samego i wraz z pozostałymi wyrusza, aby pomóc mężczyźnie. W trakcie, w której grupa mierzy się z niebezpieczeństwem, Mr. Nobody porywa Cauldera. Wkrótce do Doom Patrolu dołącza Cyborg i razem z pozostałymi próbuje odnaleźć naukowca.

## Obsada

### Obsada główna
- Diane Guerrero jako Kay Challis / Crazy Jane[3]
- April Bowlby jako Rita Farr / Elasti-Woman[4]
- Joivan Wade jako Victor „Vic” Stone / Cyborg[5]
- Alan Tudyk jako Eric Morden / Mr. Nobody[6]
- Matt Bomer i Matthew Zuk jako Larry Trainor / Negative Man[7]
- Brendan Fraser i Riley Shanahan jako Clifford „Cliff” Steele / Robotman[8]
- Timothy Dalton jako dr Niles Caulder / the Chief[9]
- Abigail Shapiro jako Dorothy Spinner

### Obsada drugoplanowa
- Julie McNiven jako Sheryl Trainor
- Kyle Clements jako John Bowers
- Phil Morris jako Silas Stone
- Curtis Armstrong jako głos Ezekiel the Cockroach
- Alec Mapa jako Steve Larson/Animal-Vegetable-Mineral Man
- Charmin Lee jako Elinore Stone
- Alimi Ballard jako Joshua Clay
- Tommy Snider jako Ernest Franklin/Beard Hunter
- Jon Briddell jako Darren Jones
- Devan Chandler Long jako Flex Mentallo,

### Gościnne występy
- Julian Richings jako Sturmbannführer Heinrich Von Fuchs
- Katie Gunderson jako Kate Steele
- Alan Heckner jako Bump Weathers
- Chantelle Barry jako głos Baphometa
- Mark Sheppard jako Willoughby Kipling
- Lilli Birdsell jako Mother Archon
- Ted Sutherland jako Elliot Patterson
- Will Kemp i Dave Bielawski jako Steve Dayton/Mento,
- Jasmine Kaur i Madhur Jaffrey jako Arani Desai/Celsius
- Dennis Cockrum jako Sydney Bloom
- Lesa Wilson jako Rhea Jones / Lodestone
- Alan Mingo Jr jako Morris Wilson/Maura Lee Karupt
- Pisay Pao jako Slava
- Bethany Anne Lind jako Clara Steele
- David A. MacDonald jako Daddy, ojciec Jany
- Haley Strode i Susan Williams jako Dolores Mentallo
- Edward Asner jako pacjent w szpitalu
- Victoria Blade jako Millie

## Odcinki
| Sezon | Odcinki | Oryginalna emisja w DC Universe | Oryginalna emisja w DC Universe | HBO             | HBO          |
| Sezon | Odcinki | Premiera sezonu                 | Finał sezonu                    | Premiera sezonu | Finał sezonu |
| ----- | ------- | ------------------------------- | ------------------------------- | --------------- | ------------ |
| 1     | 15      | 15 lutego 2019                  | 24 maja 2019                    | 15 lipca 2019   | 2019         |

### Sezon 1 (2019)
| #  | Tytuł              | Reżyseria                  | Scenariusz                                             | Premiera (DC Universe) | Premiera (HBO)   |
| -- | ------------------ | -------------------------- | ------------------------------------------------------ | ---------------------- | ---------------- |
| 1  | Pilot              | Glen Winter                | Jeremy Carver                                          | 15 lutego 2019         | 15 lipca 2019    |
| 2  | Donkey Patrol      | Dermott Downs              | Neil Reynolds, Shoshana Sachi                          | 22 lutego 2019         | 22 lipca 2019    |
| 3  | Puppet Patrol      | Rachel Talalay             | Tamara Becher-Wilkinson, Tom Farrell                   | 1 marca 2019           | 29 lipca 2019    |
| 4  | Cult Patrol        | Stefan Pleszczynski        | Marcus Dalzine, Chris Dingess                          | 8 marca 2019           | 5 sierpnia 2019  |
| 5  | Paw Patrol         | Larry Teng                 | Shoshana Sachi                                         | 15 marca 2019          | 12 sierpnia 2019 |
| 6  | Doom Patrol Patrol | Christopher Manley         | Tamara Becher-Wilkinson                                | 22 marca 2019          | 19 sierpnia 2019 |
| 7  | Therapy Patrol     | Rob Hardy                  | Neil Reynolds                                          | 29 marca 2019          | 26 sierpnia 2019 |
| 8  | Danny Patrol       | Dermott Downs              | Tom Farrell                                            | 5 kwietnia 2019        | 2019             |
| 9  | Jane Patrol        | Harry Jierjian             | Marcus Dalzine                                         | 12 kwietnia 2019       | 2019             |
| 10 | Hair Patrol        | Salli Richardson-Whitfield | Eric Dietel                                            | 19 kwietnia 2019       | 2019             |
| 11 | Frances Patrol     | Wayne Yip                  | April Fitzsimmons                                      | 26 kwietnia 2019       | 2019             |
| 12 | Cyborg Patrol      | Carol Banker               | Robert Berens, Shoshana Sachi                          | 3 maja 2019            | 2019             |
| 13 | Flex Patrol        | T.J. Scott                 | Tom Farrell, Tamara Becher-Wilkinson                   | 10 maja 2019           | 2019             |
| 14 | Penultimate Patrol | Rebecca Rodriguez          | Chris Dingess                                          | 17 maja 2019           | 2019             |
| 15 | Ezekiel Patrol     | Dermott Downs              | Tamara Becher-Wilkinson, Jeremy Carver, Shoshana Sachi | 24 maja 2019           | 2019             |

## Produkcja
14 maja 2018 roku Warner Bros. Television i DC Entertainment ogłosiły zamówienie serialu na podstawie komiksów. W lipcu 2018 roku ogłoszono, że April Bowlby otrzymała rolę jako Rita Farr / Elasti-Woman oraz Diane Guerrero jako Kay Challis / Crazy Jane. W kolejnym miesiącu do obsady dołączyli: Joivan Wade, Brendan Fraser i Alan Tudyk. Na początku września 2018 roku ogłoszono, że Timothy Dalton wcieli się w rolę jako dr Nilesa Cauldera / the Chief. W październiku 2018 roku poinformowano, że Matt Bomer zagra w serialu.
W lipcu 2019 roku poinformowano, że DC Universe we współpracy z HBO Max przedłużyli serial o drugi sezon.